# Coupe d'Europe du tour de chant
Le Festival de la chanson de Knokke (Knokke-festival), aussi appelé Coupe d'Europe du tour de chant, (Europabeker voor zangvoordracht) fut un festival musical qui se tint entre 1959 et 1973 au casino de Knokke-Heist et où plusieurs pays s'affrontaient par équipes.
Il fut créé en 1959 pour rivaliser avec le Festival de Sanremo et le Concours Eurovision de la chanson.

## Les représentants français
Pour la France, y participèrent : 

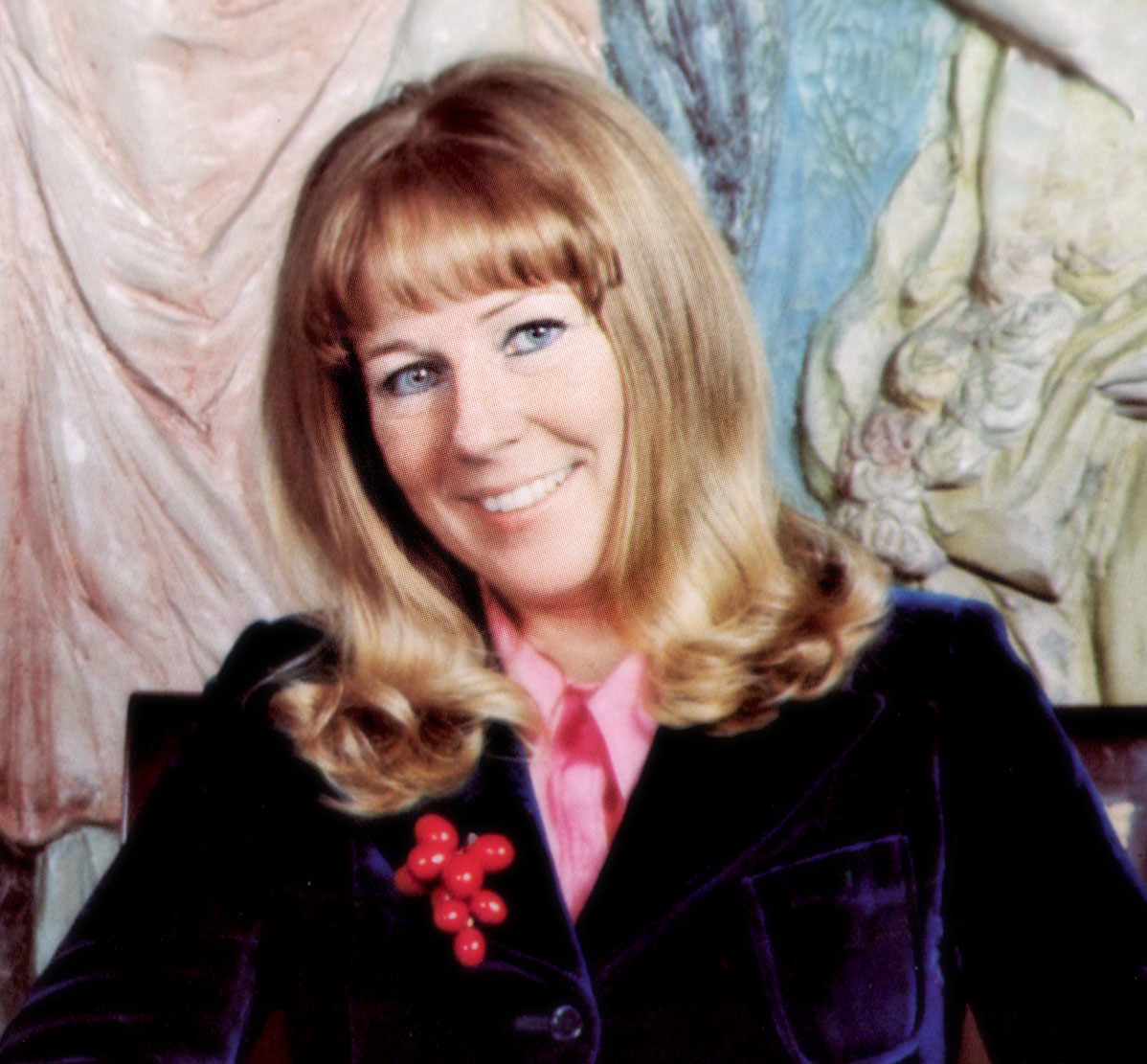
Danielle Licari représenta la France.

- en 1959 : Jean-Paul Vignon ; Gelou ; Olivier Jeanès ; Robert Jeantal ; Jean-Yves Gran.
- en 1960 : Jean Dolley ; Violette Renoir ; Carole Venray ; Barbara ; Jean Renard.
- en 1961 : Simone Langlois ; Jacques Leroy ; Isabelle Aubret ; Jean Ferrat ; Jocelyne André.
- en 1962 : Christiane Legrand ; Alain Barrière ; Luce Klein ; Joël Holmès ; Billy Bridge.
- en 1963 : Jacqueline Danno ; Billy Nencioli ; Gérard Mélet ; Nicole Croisille ; Anton Valéry.
- en 1964 : Maria Vincent ; Jean-Claude Darnal ; Pierre Barouh ; Pia Colombo ; Ricet Barrier.
- en 1965 : Michel Noiret ; Sabrina ; Christine Nérac ; Olivier Despax ; France Laurie.
- en 1966 : Geneviève Cognet ; Pascal Danel ; Pierre-André Dousset ; Gérard Layani ; Liz Sarian.
- en 1967 : Alice Dona ; Dany Marco ; Rachel ; Theo Sarapo ; Romuald.
- en 1968 : Fauvette ; Jacques Germain ; Cécile Grandin ; Mario Jacques ; Jean-Claude Mario.
- en 1969 : Noël Cognac ; Max Rongier ; Valentine Saint-Jean ; Michèle Torr ; Danièle Vidal.
- en 1970 : Jean Amani ; Noëlle Cordier ; Dominique Dussault ; Erik Montry.
- en 1971 : Pascale Concorde ; Danielle Licari ; Jean-Pierre Savelli.
- en 1972 : Ganël ; Gilles Olivier ; Les Octaves.
- en 1973 : Noëlle Cordier (1970) ; Nicole Croisille (1963) ; Jean-Claude Darnal (1964)

## Les représentants belges

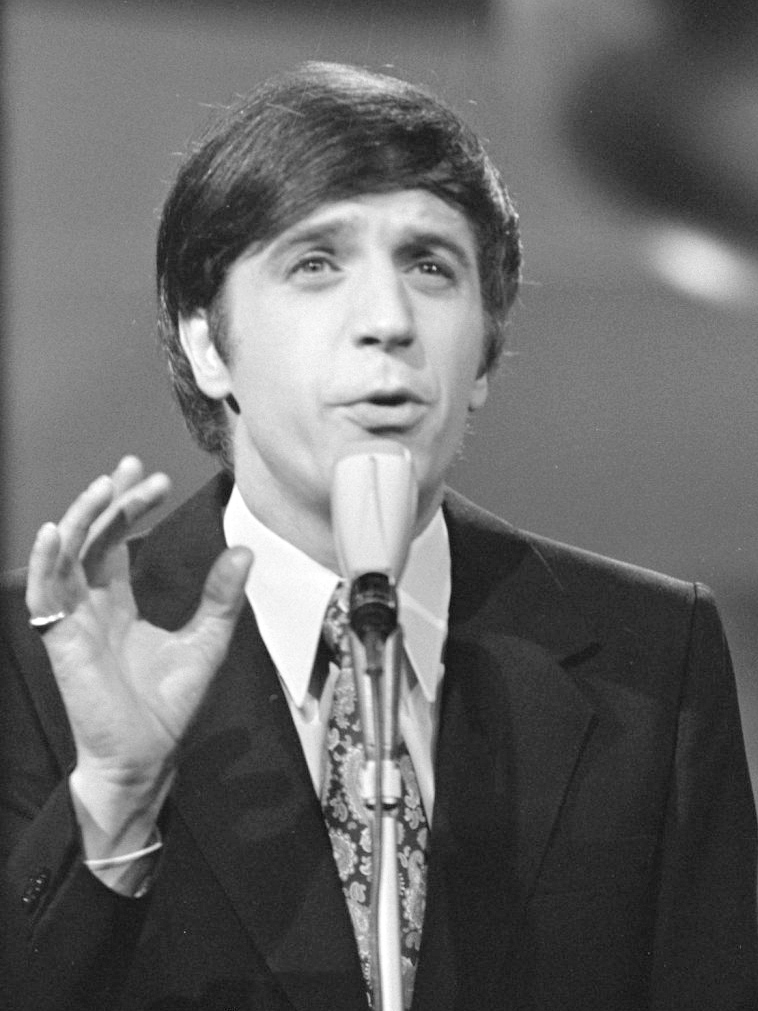
Jean Vallée en 1970 à l'Eurovision

Pour la Belgique, y participèrent : 
- en 1959 : Philippe Mayeux ; Eddie Pauly, Lilane Vincent ; Louis Neefs ; Jack Terlin.
- en 1960 : Rina Pia ; Louis Notari ; Terry Lamo ; Jean-Michel Blanc ; Maryse Litsch.
- en 1961 : Frieda Linzi ; Frieda De Cock ; Robert-Charles Lanson ; Belinda ; Jacqueline Anset.
- en 1962 : Serge Davignac ; Sonia ; Staf Wesenbeek ; Lize Marke ; Claude Manau.
- en 1963 : Luc Van Hoesselt ; Paul Louka ; Chris Wijnen ; Jacques Daloux.
- en 1964 : Jean-Marc Bertrand ; Kalinka ; Louise Lava ; Ben Amaury ; José Thomas.
- en 1965 : Cecily Forde ; Liliane ; Tonia ; Eddie Defacq ; Maurice Dean.
- en 1966 : Alain ; Ariane ; Rita Deneve ; Marino Falco ; Jean Vallée.
- en 1967 : Jimmy Frey ; Lucky Jones ; Marva ; Claudia Sylva ; Ann Soetaert.
- en 1968 : Lily Castel ; Ann Christy ; Hugo Dellas ; Nicole Josy ; Jacques Raymond.
- en 1969 : Herman Elegast ; Josiane Janvier ; Ronny Temmer ; Samantha ; Johnny White.
- en 1970 : Ron Davis ; Ann Gaytan ; Kate ; Mary Porcelyn ; Truus.
- en 1971 : Micha Marah ; Mireille May ; Joe Harris
- en 1972 : Ann Michel ; Kalinka ; Roger Baeten.
- en 1973 : Cecily Forde (1965) ; Rita Deneve (1966) ; Kalinka (1964-1972).

## Les représentants néerlandais

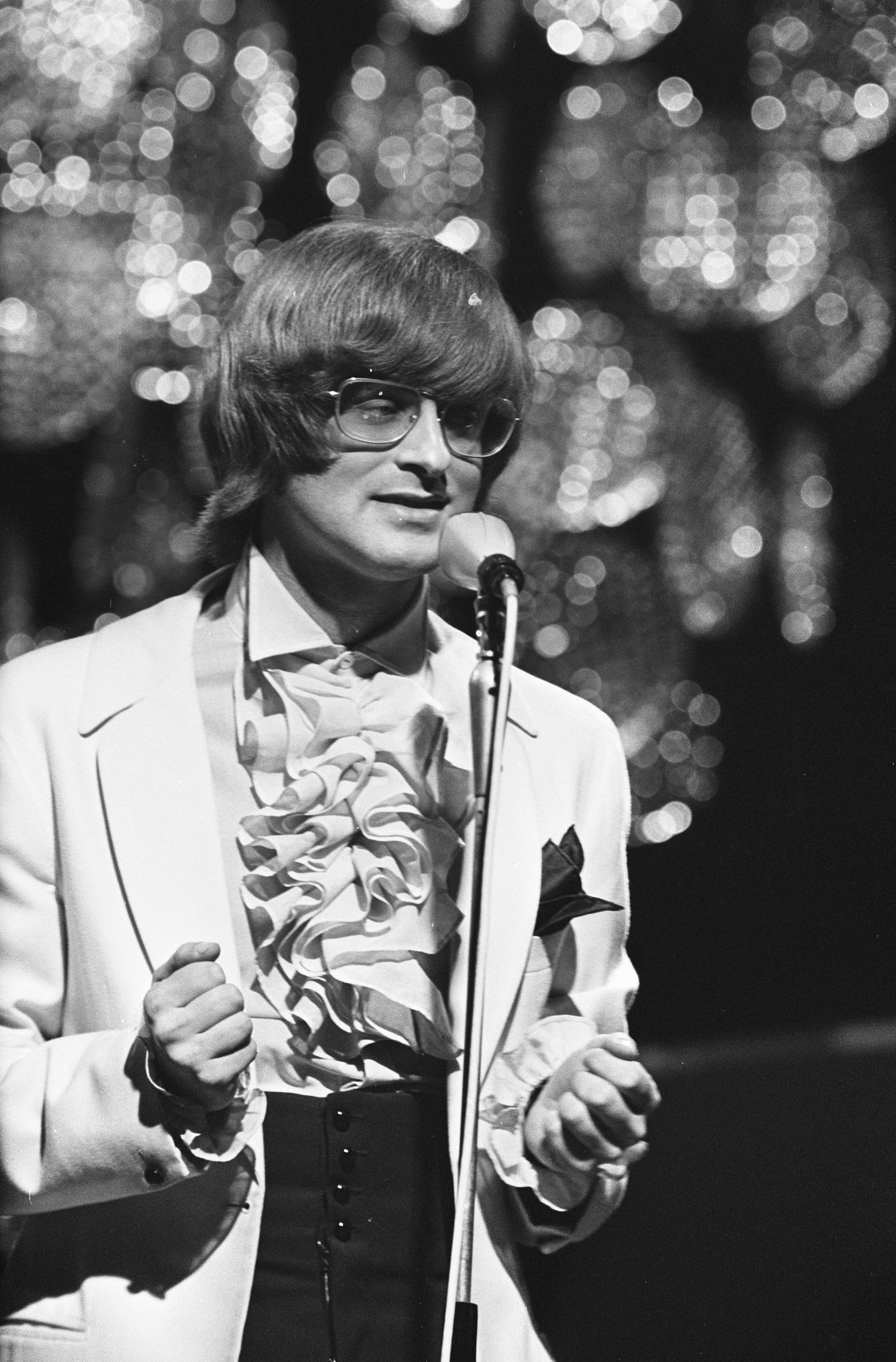
Dave en 1969, année où il représenta les Pays-Bas

- en 1959 : Annie Palmen ; Joop Van Der Marel ; Rob Touber ; Lydia ; John De Mol.
- en 1960 : Teddy Scholten ; Ton Van Duinhoven ; Rita Reys ; Willy Alberti ; Corry Brokken.
- en 1961 : Conny Van den Bos ; Sacha Denisant ; Ramses Shaffy ; Ria Valk ; Herman Van Keeken.
- en 1962 : Anneke Grönloh ; Max Woiski ; Mieke Telkamp ; Milly Scott ; José Marcello-Joke Copier.
- en 1963 : Rob de Nijs ; Edwin Rutten ; Ansje Van Brandenberg ; Gert Timmerman ; Ciska Peters.
- en 1964 : Willeke Alberti ; Shirley ; Trea Dobbs: Ilona Biluska ; Rita Hovink.
- en 1965 : Greetje Kauffeld ; Liesbeth List ; Connie Van Bergen ; Suzie ; Jan Arntz.
- en 1966 : Margie Ball ; Martine Bijl ; Karin Kent ; Janneke Peper ; Ronnie Tober.
- en 1967 : Patricia Paay ; Jerry Rix ; Andy Star ; Conny Vink ; Marianne Delorge.
- en 1968 : Fleur Colombe ; Ben Cramer ; Franky Franken ; Sandra ; Sara Teixeira.
- en 1969 : Rosita Bloom ; Marjol Flore ; René Frank ; Dave Levenbach ; Annet Hestermans.
- en 1970 : Josée den Burger ; Marius Monkau ; Bonnie Saint-Claire ; Helen Shepherd ; Jacco Van Renesse.
- en 1971 : Lenada ; Marco Maas ; Ellen Wills.
- en 1972 : Anneke Konings ; Frits Lambrechts ; Blue Diamonds.
- en 1973 : Ben Cramer (1968) ; Liesbeth List (1965) ; Rita Reys (1960).

## Les représentants italiens

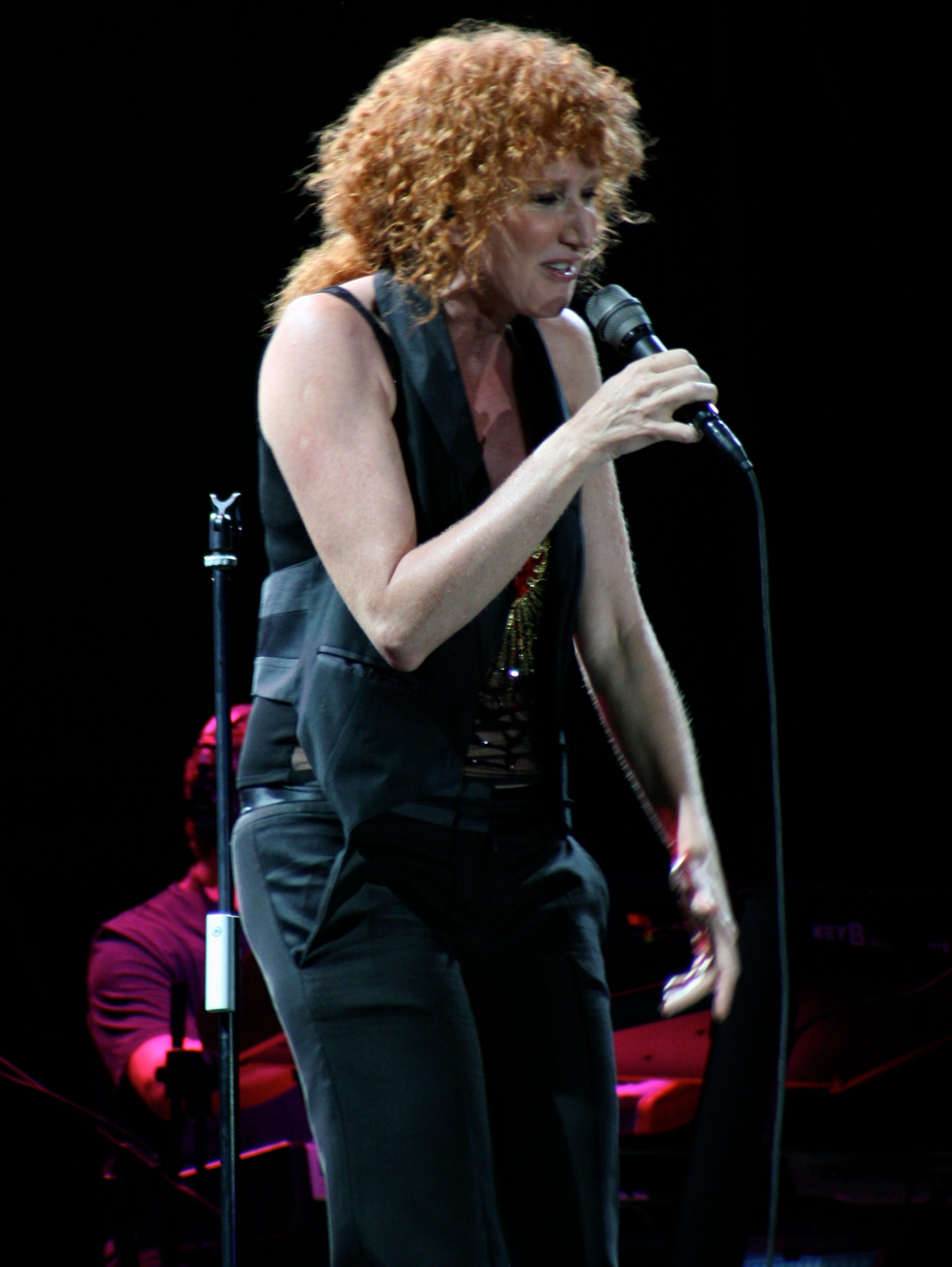
Fiorella Mannoia, qui participa en 1971

- en 1959 : Rosanna Gherardi ; Salvatore Pagliuca ; Isabella Fideli ; France Aldrovandi ; Marino di Capri.
- en 1960 : Edda Montanari ; Tony Cucciara ; Adriana Vasto ; Nunzio Salonia: Isabella Fideli.
- en 1961 : Marino d' Alba ; Babette ; Paolo Sardsisco ; Marisa Terzi ; Leda Devi.
- en 1962 : Franco Franchi ; Rossana ; Umberto Marcato ; Angela ; Luciano Rondinella.
- en 1963 : Franco Pagani ; Flora Gallo ; Enrico Campia ; Tania Raggi ; Nik Montero.
- en 1964 : /
- en 1965 : Iva Zanicchi ; Ico Cerutti ; Margherita ; Nicola di Bari ; Bruno Lauzi.
- en 1966 : Stelvia Ciani ; Roby Ferrante ; Franchina ; Bruno Filippini ; Diego Peano.
- en 1967 : Andrea Lo Vecchio ; Anna Maria Izzo ; Paolo Musiani ; Maria tessuto ; Giuliana Valci.
- en 1968 : Riccardo Del Turco ; Pino Donaggio ; Corrado Francia ; Dori Ghezzi ; Renata Pacini.
- en 1969 : /
- en 1970 : /
- en 1971 : Memmo Foresi ; Fiorella Mannoia ; Ada Mori.
- en 1972 : /
- en 1973 : /

## Les représentants britanniques
- en 1959 : Craig Douglas ; Al Saxon ; Maria Pavlou ; Lorie Mann ; Michael Desmond.
- en 1960 : Steve Martin ; Wally Wayton ; Valerie Masters ; Jimmy Lloyd ; Matt Monro.
- en 1961 : Tino Valdi ; Carmitta ; Ken Kirkham ; Kathy Kirby ; Dick Francis.
- en 1962 : Christine Campbell ; Noel Harrison ; David Mackberth ; Anita Harris ; Colin Day.
- en 1963 : Mike Preston ; Johnny De Littile ; Bobby Green ; Clodagh Rodgers ; Lyn Cornell.
- en 1964 : Mel Gaynor ; Peter Lee Stirling ; Barry Barnett ; Elkie Brooks ; Chris Bellman.
- en 1965 : Dave Berry ; Joy Marshall ; Eleanor Toner ; Clark Robinson ; Adrienne Poster.
- en 1966 : Truly Smith ; Chloe Walters ; Eden Kane ; Jimmy Wilson ; Engelbert Humperdinck.
- en 1967 : Lois Lane ; Gerry Marsden ; Oscar ; Dodie West ; Roger Whittaker.
- en 1968 : Friday Brown ; Allun Davies ; Wayne Fontana ; Brenda Marsh ; Marty Wilde.
- en 1969 : Bernadette ; Elaine Delmar ; Lee Lynch ; Julie Rodgers ; Johnny Tudor.
- en 1970 : Tony Christie ; Jeff Collins ; Bobby Hanna ; Samantha Jones ; Andee Sylver.
- en 1971 : Susan Maughan ; Bobby Samson ; Robert Young.
- en 1972 : Penny Lane ; Malcolm Roberts ; Union Express.
- en 1973 : Dave Berry (1965) ; Samantha Jones (1970) ; Malcolm Roberts (1972).

## Les représentants allemands
- en 1959 : Carina Korten, Barbara Spengler ; Bert Varell ; Ted Herold ; Peter Wegen.
- en 1960 : Heinz Sagner ; Hannelore Auer ; Frank Forster ; Inge Brandenburg ; Udo Jürgens.
- en 1961 : Wyn Hoop ; Marina Lacos ; Rainer Bertram ; Peggy Brown ; Günter Schnittjer.
- en 1962 : Peter Kirsten ; Angelina Monti ; Nina Westen ; Ralph Paulsen ; Ulla Raphael.
- en 1963 : Nana Gualdi ; Teddy Peter ; René Kollo ; Mary Roos ; Gisela Marell.
- en 1964 : Peter Beil ; Rosemarie Gongolsky ; Sven Jenssen ; Ulla Nielsen ; Ria Bartok.
- en 1965 : Roy Black ; Ulla Norden ; Christa Orth ; Bernd Spier ; Melitta Berg.
- en 1966 : Marion ; Tony Marshall ; Katja Ebstein ; Barbara Starun ; Bob Telden.
- en 1967 : Suzanne Doucet ; Vera Martin ; Reinhard Mey ; Horst Twieg.
- en 1968 : Alex ; Buddy Caine ; Heidi Franke ; Peter ; Ulla Wiesner.
- en 1969 : Mark Anthony ; Catrin Cremer ; Daisy Door ; Andreas Holt ; Ute Hellermann.
- en 1970 : Tanja Berg ; Sibylle Kynast ; Kai Lichtenberg ; Marco Polo ; Johnny Tame.
- en 1971 : Roberto Blanco, Joy ; Pat Simon.
- en 1972 : Mary Roos ; Peter Rubin ; Cindy & Bert.
- en 1973 : Mark Anthony (1969) ; Udo Jürgens (1960) ; Mary Roos (1963-1972).

## Les représentants autrichiens
- en 1964 : Teddy Binder ; Heinz Wimmer ; Heidi Molnar ; Gerda Nord ; Fred Perry.

## Les représentants espagnols
- en 1969 : Conchita Bautista ; Nuria Feliù ; Pedro Gene ; Guillermina Motta ; Peret.
- en 1970 : Christina ; Dova ; Dyango ; Julio Iglesias ; Jaime Morey.
- en 1971 : Rachel ; Margaluz ; Franciska.
- en 1972 : Monica ; Nino Bravo ; Luis Gardey.
- en 1973 : Conchita Bautista (1969) ; Dova (1970) ; Jaime Morey (1970).

## Les représentants roumains
- en 1971 : Aurelian Andreescu ; Mihaela Mihai ; Aura Urziceanu.
- en 1972 : Anda Calugareanu ; Dida Dragan ; Marina Voica.

## Les représentants danois
- en 1971 : Birthe Kjaer ; Ann Liza ; Henning Rand.

## Les représentants portugais
- en 1972 : Teresa Silva Carvalho ; Tonicha ; Paulo de Carvalho.

## Les représentants scandinaves
- en 1972 : The Olsen Brothers ; Michael Elo ; Ilse Graasten.

## Sources
- (nl) Cet article est partiellement ou en totalité issu de l’article de Wikipédia en néerlandais intitulé « Knokkefestival » (voir la liste des auteurs).
- Europopmusic